# Мугурел Семчюк
Мугурел Семчюк (рум. Mugurel Semciuc, нар. 24 січня 1998) — румунський веслувальник, срібний призер Олімпійських ігор 2020 року.

## Виступи на Олімпіадах
| Олімпіада  | Дисципліна | Місце |
| ---------- | ---------- | ----- |
| Токіо 2020 | четвірки   | 2     |
| Париж 2024 | вісімки    | 5     |

## Зовнішні посилання
- Мугурел Семчбк на сайті FISA.